# Pueblos germánicos

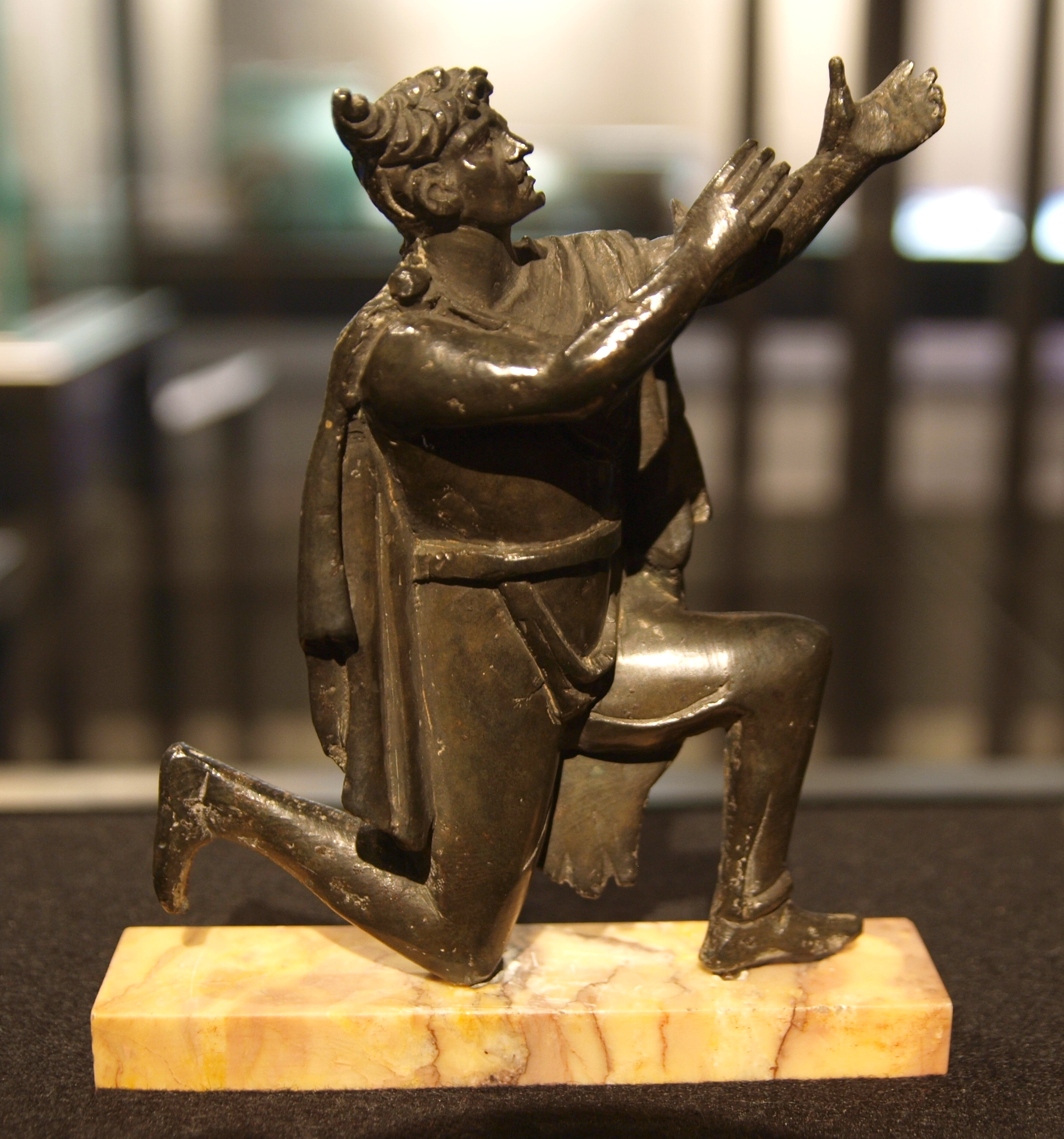
El germano suplicante, estatuilla votiva de época romana.

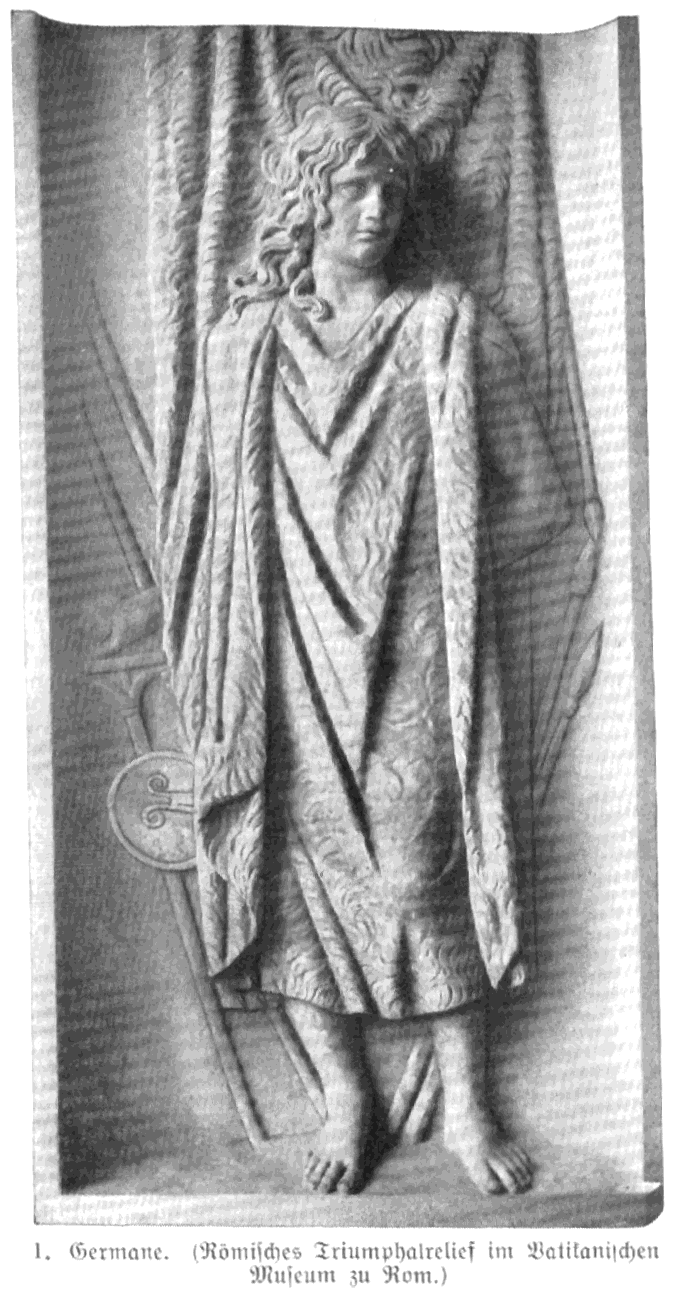
Germano representado en un relieve triunfal romano.

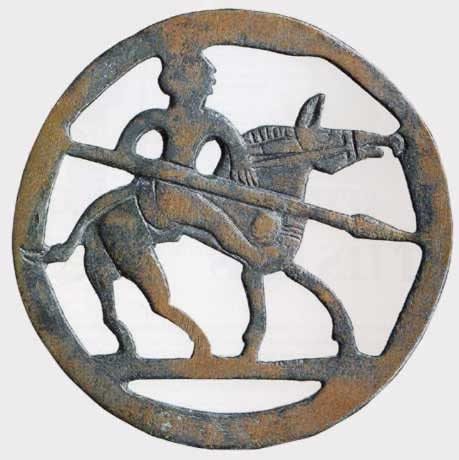
Fíbula del que representa un guerrero a caballo con lanza.

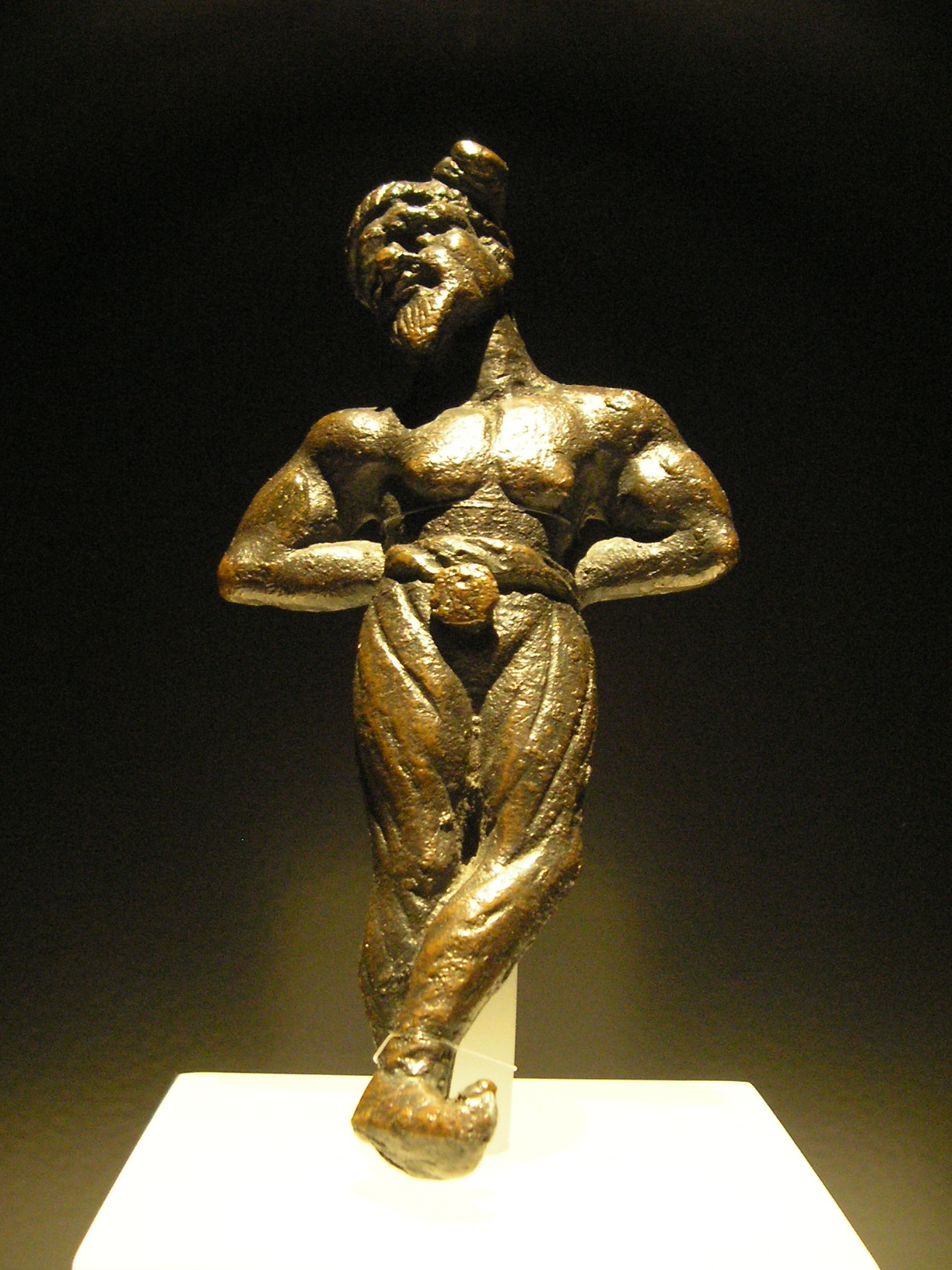
Suevo cautivo. El prisionero usa calzones (Braccae) que eran típicos para los pueblos germanos. Su cabello está atado en un nudo suevo. Bronce del.

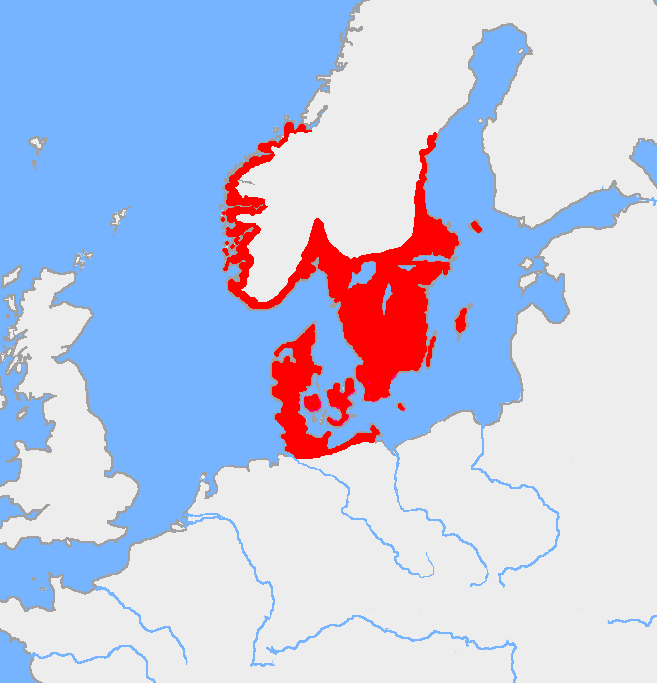
Cultura de la Edad del Bronce nórdica alrededor de 1200 a. C. (periodo anterior a la formación de los pueblos germánicos en esa misma zona).

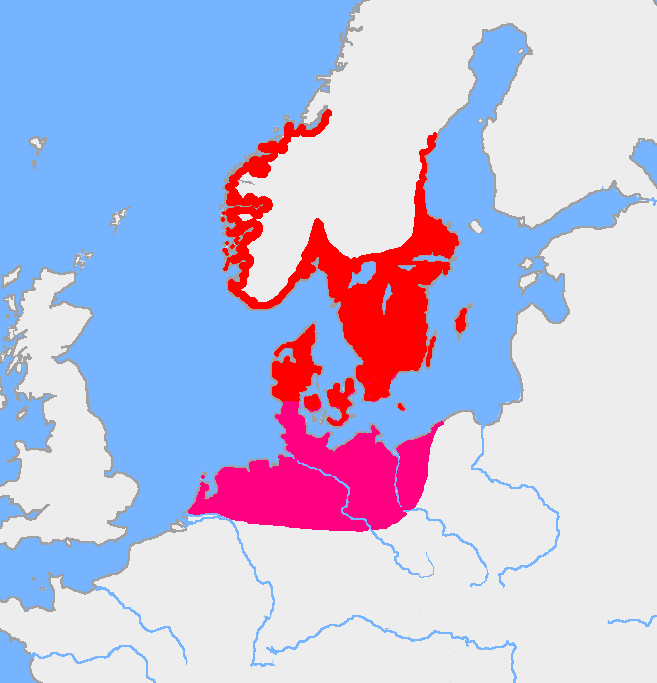
Cultura de la Edad del Hierro prerromana asociada con el protogermánico, ca. 900 a. C.-50 a. C. El área en magenta representa la cultura de Jastorf.

Expansión de los pueblos germánicos o protogermánicos:
Hasta el 750 a. C
Hasta el 500 a. C
Hasta el 250 a. C
Hasta el 1 d. C

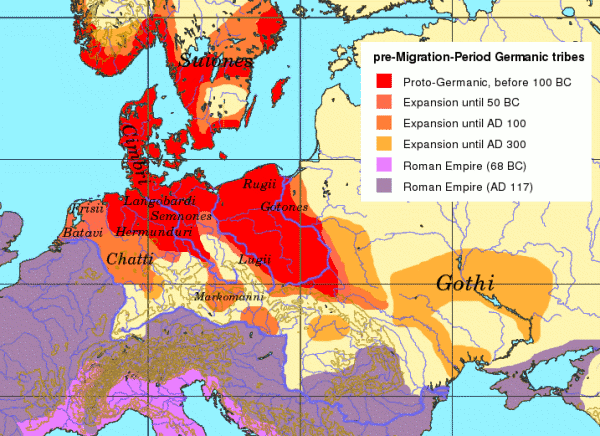
Distribución y expansión de las tribus germánicas o protogermánicas (entre 50 a. C., 100 d. C. y 300 d. C., etapas anteriores a la época de las migraciones o invasiones). Extensión del Imperio romano (en 68 a. C. y 117 d. C.).

Tribus germánicas y asentamientos romanos hacia 50-100 d. C.

Invasiones bárbaras. Todos los pueblos señalados, excepto los hunos, son germánicos.

Situación hacia el año 460: el Imperio huno de Atila domina el centro y el este de Europa. Dentro de las fronteras del Imperio romano de Occidente ya se han asentado varios pueblos germánicos: vándalos en el norte de África, suevos en el noroeste de Hispania, visigodos entre Hispania y el suroeste de la Galia, burgundios en la zona alpina, francos al noreste de las Galias y sajones al sureste de Britania. Anglos, jutos, alanos, ostrogodos y lombardos aparecen marcados en otras zonas.

Los pueblos germánicos o germanos son un histórico grupo etnolingüístico de los pueblos originarios del norte de Europa que se identifican por el uso de las lenguas germánicas (un subgrupo de la familia lingüística indoeuropea que se diversificaron a partir de una lengua original —reconstruible como idioma protogermánico— en el transcurso de la Edad del Hierro). En términos historiográficos son tanto un grupo de entre los pueblos prerromanos (en las zonas germanas al oeste del Rin —provincias de Germania Superior e Inferior— en que se estableció una fuerte presencia del Imperio romano y fueron romanizados) como un grupo de pueblos bárbaros (exteriores al limes del Imperio), situados al este del Rin y al norte del Danubio (Germania Magna); precisamente el que protagonizó las denominadas invasiones germánicas que provocaron la caída del Imperio romano de Occidente al instalarse en amplias zonas de este: suevos, vándalos, godos (visigodos y ostrogodos), francos, burgundios, turingios, alamanes, anglos, sajones, jutos, hérulos, rugios, lombardos, catos, téncteros, etcétera. Los vikingos protagonizaron posteriormente una nueva oleada expansiva desde Escandinavia (la zona originaria de todo este grupo de pueblos), que afectó a las costas atlánticas (normandos) y a las estepas rusas y Bizancio (varegos).
Algunos pueblos germánicos como los francos y visigodos se fusionaron con la población romana dominante demográficamente en las zonas que ocuparon de Europa suroccidental (galo-romanos, hispano-romanos); mientras que otros se convirtieron en la base etnográfica de las actuales poblaciones de Europa central y noroccidental (escandinavos o nórdicos –la mayor parte de los países nórdicos: daneses, suecos, noruegos, islandeses, y los isleños de las Islas Feroe, con excepción de bálticos, fineses y lapones–, alemanes –en el sentido del ámbito lingüístico alemán, que incluye a los austríacos, dos tercios de los suizos y otros grupos de habla alemana de la Europa central y oriental desde Francia hasta el Cáucaso–, las poblaciones de habla neerlandesa –noroeste de Alemania, Países Bajos y norte de Bélgica– y anglosajones). En la Europa oriental los pueblos germánicos se vieron desplazados por otros (especialmente los pueblos eslavos y los magiares), para pasar posteriormente a protagonizar una nueva fase expansiva.
Las migraciones de los pueblos germánicos se extendieron por toda Europa durante la Antigüedad tardía (Völkerwanderung) y la Edad Media (Ostsiedlung). Estos términos historiográficos se concibieron y utilizaron de forma no neutral, sino como justificación del expansionismo alemán hacia el este en la Edad Contemporánea (Drang nach Osten).
También en el ámbito religioso se produjo una fusión de los elementos germánicos y romanos: algunos ya habían sido cristianizados bajo credo arriano en Oriente en el siglo IV, y otros continuaban con las religiones nórdicas tradicionales. La conversión al catolicismo de suevos, visigodos y francos en el siglo VI fue clave para su éxito en la formación de sus respectivos reinos germánicos. Hacia el siglo XI todos los pueblos germánicos, inclusive los escandinavos, estaban incluidos en el ámbito de la cristiandad latina.
Las lenguas germánicas se convirtieron en dominantes a lo largo de las fronteras romanas (Austria, Alemania, Países Bajos, Bélgica e Inglaterra), pero en el resto de las provincias romanas occidentales los germanos adoptaron el latín, que se estaba transformando en las diferentes lenguas romances. Actualmente, las lenguas germánicas se hablan en gran parte del mundo, representadas principalmente por el inglés, el alemán, el neerlandés, el afrikáans (hablado en Sudáfrica y Namibia) y las lenguas escandinavas.

## Etnónimo

### Germano
Germani, plural nominativo del adjetivo germanus, es el etnónimo con el que los romanos se referían a los habitantes de la extensa e indefinida zona que conocían con el topónimo Germania, desde la Galia hasta la Sarmatia. Tal nombre no se usó en la literatura latina hasta Julio César, quien lo adoptó a partir del vocablo que los galos usaban para designar a los pueblos de la orilla occidental del Rin, y que en las lenguas goidélicas probablemente significa "vecino".
El término parece haberse empleado previamente en la inscripción de Fasti capitolini para el año 222 (DE GALLEIS INSVBRIBVS ET GERM[ANEIS]) donde simplemente se refiere a pueblos "asociados", como los relativos a los galos. Por otra parte, puesto que las inscripciones se levantaron solo en 17-18 a. C., la palabra puede ser una adición posterior al texto. Otro de los primeros que cita el nombre es Posidonio (alrededor del 80 a. C., también es una fuente dudosa, ya que solo sobrevive en una cita de Ateneo, alrededor del 190 d. C.); la mención de germani en este contexto pudo ser más probablemente introducido por Ateneo y no provenir del texto inicial de Posidonio.
El escritor que al parecer introdujo el término en el corpus de la literatura clásica fue Julio César, en De bello Gallico (50 a. C.). Él usaba germani para designar a dos agrupaciones de pueblos diferentes: los germanos transrenanos (trans Rhenum), el conjunto de pueblos claramente no galos de la Germania transrhenana ("el otro lado del Rin" —Transrenania, la que posteriormente se denominó Germania Magna, Germania interna— o bárbara); y los germanos cisrenanos (cis Rhenum), un grupo difuso de pueblos del noreste de la Galia (la Germania cisrhenana, "este lado del Rin" —Cisrenania, donde se establecerían en la Germania Superior y la Germania Inferior, es decir, la Germania romana—), que no puede ser claramente identificado como celta ni como germánico.
El vocablo germani puede ser un préstamo de un exónimo celta aplicado a las tribus germánicas, sobre la base de una palabra que tanto puede significar "vecino" como "hombres de los bosques" (refiriéndose a la densidad de los bosques que cubrían casi todo el territorio de Germania). Tácito sugiere que el nombre podría ser el de una tribu que cambió su nombre después de que los romanos lo adaptaron, pero no hay pruebas de ello.
La sugerencia de derivar el nombre del término goidélico para "vecino" invoca al gair antiguo irlandés, ger galés ("cerca") o gearr irlandés moderno ("atajo", "corto" –una corta distancia–); de raíz protocelta *gersos, más relacionada con el griego antiguo chereion ("inferior") o el inglés gash ("cuchillada" o "brecha"). La raíz protoindoeuropea pudo haber sido de la forma *khar-, *kher-, *ghar-, *gher- ("corte"), de la que también provendría la hitita kar- y la griega kharakter ("grabar", que da la palabra latina character y la española "carácter"). Otras posibilidades serían la palabra céltica que significa "ruidoso" o las germánicas gar y ger —también la céltica gae— que significan "lancero".
Al parecer, las tribus germánicas no tenían un endónimo (autodesignación) que incluyera a todos los pueblos que se identificaban a sí mismos como provenientes de un tronco común (por identificación lingüística o por identificación ancestral). No obstante, el término latino suevi (suevos), con el que en los últimos siglos del Imperio se designó a uno de los grandes grupos de entre los pueblos germánicos, se utilizaba de forma casi indistinta en los textos de César con germani; y sí que tiene una clara etimología germánica: *swē-ba- ("auténtico").
Lo que sí existía era un término para referirse a la totalidad de los pueblos no germanos, y que los germanos aplicaban principalmente a aquellos con los que tenían algún contacto (fueran celtas, romanos u otros pueblos del Imperio, como los griegos), a los que llamaban *walha- (walhoz en singular, walhaz en plural), raíz de la que derivan los topónimos de Gales, Valonia y Valais.

### Teutón
Tratando de identificar un término vernáculo contemporáneo y la nación asociada a un nombre clásico, desde el siglo X en adelante la literatura latina medieval usó el adjetivo teutonicus, originalmente aplicado a los teutones (el pueblo germánico antiguo derrotado por los romanos en la batalla de Aquae Sextiae —102 a. C.—) para referirse a todo lo relativo al Regnum Teutonicum o Francia orientalis ("Francia Oriental", la parte oriental del antiguo Imperio carolingio, tal como se dividió en los tratados de Verdún y de Mersen —años 843 y 870, respectivamente—). Específicamente, la Orden Teutónica o de los Caballeros Teutones fue una orden militar de gran importancia en la Europa Oriental.
El uso de las palabras castellanas "teutón" y "teutónico" no se limita al pueblo antiguo o a la orden militar, sino que se extiende de forma genérica a lo germánico o a lo alemán. El Diccionario de la lengua española recoge ese uso como un coloquialismo.

### Alemán
En castellano, portugués y francés, el gentilicio de Alemania (alemán, alemão, allemand) se deriva del nombre del pueblo germánico de los alamanes, cuya etimología puede relacionarse con all (todo) y mann (hombre). Así, alamanes vendría a significar todos los hombres.

### Tudesco (deutsch)
En lengua alemana, el gentilicio de Alemania es deutsch («alemán»), una palabra derivada de una raíz genérica del germánico antiguo: *þiuda-, que significa «pueblo». La misma raíz aparece en muchos nombres de persona, como Thiud-reks, y también en el etnónimo de los suecos de un cognado del inglés antiguo Sweo-ðēod y nórdico antiguo: Suiþióð. Además þiuda- aparece en los términos Angel-ðēod («pueblo anglosajón») y Gut-þiuda («pueblo gótico»). El adjetivo derivado de este sustantivo, *þiudiskaz («popular»), fue utilizado posteriormente (el primer uso registrado es del año 786) para referirse a la theodisca lingua, «lengua del pueblo» (lengua vulgar), por oposición a la lengua latina.
Muchos idiomas modernos emplean palabras derivadas de este origen para el gentilicio de Alemania: la sueca/danesa/noruega tysk, las neerlandesas duits y diets (esta última se refiere al nombre histórico para el neerlandés medio o neerlandés, el antiguo significado en alemán), la italiana tedesco y la española «tudesco» (que se ha restringido en la práctica a su uso como arcaísmo). En cambio, en inglés, Dutch se aplica al gentilicio de Holanda (o, por extensión, al de los Países Bajos), usándose German para el gentilicio de Alemania. El despectivo boche se utilizó en el contexto histórico de las guerras mundiales del siglo XX, pero su etimología parece provenir de alboche, una combinación particular en argot francés.

## Historia
Las pruebas arqueológicas muestran a los pueblos germánicos como originarios de la zona de Escandinavia y, a lo largo de un proceso secular, extendiéndose hacia el sur y el este por la Europa Central y Oriental.

### Prehistoria
En un contexto cultural de sociedades cazadoras-recolectoras se sitúan el maglemosiense y la cultura Fosna-Hensbacka (VII milenio a. C.), y posteriormente la cultura de Kongemose (VI milenio a. C.). Del V milenio a. C. al III milenio a. C. se desarrollaron las culturas neolíticas de la zona (Ertebølle, cultura de la cerámica perforada, cultura de los vasos de embudo) que en su última fase, según la hipótesis del sustrato germánico (nordwestblock), habrían recibido el impacto cultural de lo indoeuropeo (cultura de la cerámica cordada).
En el II milenio a. C. se desarrolló la Edad del Bronce nórdica. En el I milenio a. C., las culturas de la Edad del Hierro, como Wessenstedt y Jastorf, significaron ya el paso de lo protoindoeuropeo a lo protogermánico (Ley de Grimm). El endurecimiento climático que se produjo desde el 850 a. C., que se intensificó a partir del 760 a. C., desencadenó un proceso migratorio hacia el sur. La cultura material de esa época pone en estrecha relación a los protogermanos con las culturas de Hallstatt y Elp, en el ámbito cultural celta, forjando lo que se ha denominado Edad del Hierro prerromana de Europa septentrional.

### Protohistoria y contacto con los romanos
La zona norte de Europa fue visitada probablemente por viajeros griegos, como los que dieron origen al periplo massaliota (siglo VI a. C., recogido posteriormente en la Ora Maritima); pero el único testimonio de tales viajes es el periplo de Piteas por el mar del Norte, incluyendo la enigmática Thule (siglo IV a. C.). Su descripción de los pueblos que habitaban la zona fue la fuente prácticamente única que pudieron manejar los autores griegos posteriores, como Estrabón y Diodoro Sículo, o los romanos como Plinio el Viejo, que tendieron a citarlo con escepticismo. De hecho, los textos griegos antiguos no dejan constancia de la existencia de algún grupo de pueblos con el nombre de "germanos", y suelen referirse a los habitantes de la Europa más al norte de la zona mediterránea con etnónimos genéricos como galos y escitas; aunque algunas referencias de Heródoto a los cimerios podrían referirse a algún grupo relacionado con lo que posteriormente se conoció como pueblos germanos.
En cuanto a los romanos, tuvieron conocimiento de dos de estos pueblos cuando los cimbros y los teutones entraron en Helvecia y la Galia. Los romanos no se enfrentaron con ejércitos, sino con pueblos enteros que desplazaban a los celtas. A pesar de esto, no utilizaron el término germano hasta tiempos de Julio César.
En 112 a. C. las tribus invasoras derrotaron en la batalla de Noreya a los romanos comandados por el cónsul Cneo Papirio Carbón. Entonces los cimbros se establecieron en el territorio de los celtas alóbroges. Solicitaron a los romanos permiso para establecerse allí, pero estos se negaron, por lo que tuvieron que pelear de nuevo. En el año 109 a. C. volvieron a vencer al ejército romano, esta vez al mando de Marco Junio Silano en el sur de la Galia. Sin embargo, los cimbros no invadieron la península itálica y durante un tiempo se mantuvieron alejados de la esfera de influencia de Roma. El rey cimbro Boiorix derrotó en 105 a. C. en la batalla de Arausio a los romanos bajo las órdenes del procónsul Quinto Servilio Cepión y el cónsul Cneo Malio Máximo, perdiendo unos 80 000 hombres.
Los cimbros decidieron no invadir Italia y se desplazaron a Hispania, mientras que los teutones se quedaron en el sur de la Galia. En el año 103 a. C., los cimbros regresaron a la Galia —expulsados de Hispania por los celtíberos— y se aliaron con los teutones, decididos a conquistar Roma. En vista de lo grande de los ejércitos, decidieron separarse y reunirse en el valle del Po. Esto demostró ser un grave error, ya que en el año 102 a. C. los teutones fueron aniquilados por el cónsul Cayo Mario en la batalla de Aquae Sextiae, donde cayeron 100 000 teutones. Los cimbros sí lograron llegar al valle del Po, pero se encontraron con los ejércitos unidos de los cónsules Quinto Lutacio Cátulo y Mario. En la Planicie de Raudine se libró la batalla de Vercelas, que concluyó con la muerte del rey Boiorix y más de 60 000 cimbros.
La pacificación de los germanos obtenida por Cayo Mario se mantuvo por casi cinco décadas, hasta que Julio César inició la guerra de las Galias.
Los suevos habían cruzado el Rin y expulsado a los celtas, quienes pidieron ayuda a los romanos en 58 a. C. y César acudió, con el secreto deseo de anexar la Galia a Roma. César los derrotó y los envió de vuelta al este del Rin.
Nuevas tribus germánicas cruzaron el Rin en el 55 a. C., pero César las expulsó y construyó un puente sobre el río, que utilizó para perseguir a sus enemigos y derrotarlos. En el 53 a. C. cruzó de nuevo el Rin para seguir combatiendo a los germanos, pero estos lo evadieron y César regresó sin presentar batalla.
La política expansiva romana en Germania sufrió en tiempos de Augusto la gran humillación de la batalla del bosque de Teutoburgo (año 9), en la que el caudillo querusco Arminio, encabezando una coalición de pueblos germanos, exterminó a tres legiones comandadas por Publio Quintilio Varo. Uno de los miembros de la familia imperial, Germánico (que se ganó su cognomen por esta acción), fue el encargado de pacificar la zona (batalla de Idistaviso, año 16). A partir de entonces se prefirió seguir una política de contención, creando una frontera fortificada, el Limes Germanicus («límite» o «frontera»), a lo largo del Rin y el Danubio.
La conquista romana de Germania llevó a la organización de dos provincias en el territorio germano bajo dominio romano al oeste del Rin: Germania Superior y Germania Inferior. Germania Magna, al otro lado del Rin y el Danubio, quedó sin ocupar. A partir de asentamientos indígenas previos, campamentos romanos o de colonias, surgieron ciudades como Augusta Treverorum (Tréveris), Colonia Claudia Ara Agrippinensium (Colonia), Mogontiacum (Maguncia), Noviomagus Batavorum (Nimega) o Castra Vetera (Xanten). La provincia alpina de Raetia (al sur de Rin y el alto Danubio) y las danubianas del Nórico y Panonia no tenían como sustrato indígena a pueblos germánicos, sino a los reti (de clasificación incierta —itálicos o celtas—) y los panonios (vinculados a los celtas y los ilirios).
El conocimiento de los romanos sobre los germanos fue intensificándose con el tiempo, como demuestra el mayor detalle con que los recogen progresivamente las principales fuentes historiográficas: Tácito en el año 98 redacta su Germania (De origine ac situ Germanorum, "Origen y territorio de los germanos"). Nombra unos cuarenta pueblos, identificándolos como pertenecientes a varios grupos dentro de los germanos occidentales, descendientes de Mannus (ingaevones —de Jutlandia y las islas adyacentes—, hermiones —del Elba— y istvaeones —del Rin—). A estos grupos hay que añadir los germanos septentrionales (de la península escandinava) y los germanos orientales (del Oder y el Vístula). Plinio el Viejo, en Naturalis Historia (hacia el año 80), clasifica a los germanos en cinco confederaciones: ingvaeones, istvaeones, hermiones, vandili (vándalos) y peucini (bastarnos), de cada una de las cuales precisa los pueblos que las componen. Claudio Ptolomeo, en su Geographia (hacia el año 150), nombra a sesenta y nueve pueblos germánicos.
Las guerras marcomanas del siglo II incrementaron los contactos entre romanos y germanos. Aun así, el léxico de origen germánico que se usa por los autores latinos hasta el siglo V es muy escaso: en César urus y alce, en Plinio ganta y sapo (oca, jabón), en Tácito framea (lanza), en Apicio melca y en Vegecio burgus (castillo —castellum parvum quem burgum vocant—, que tendrá una extensa utilización posterior como sufijo en topónimos).

### Las invasiones
Desde la crisis del siglo III, y especialmente en la anarquía militar (235-285), Roma estuvo sumida en un periodo de caos y guerras civiles. Las fronteras, debilitadas, no fueron un obstáculo para la penetración de los germanos, que simultáneamente se desplazaban de forma paulatina en busca de nuevas tierras, presionados por su propia demografía. En esa época llegaban quizá a los 6 millones de personas, un millón de las cuales se desplazaron hacia el este, la actual Ucrania. Los que emigraron hacia el sur y el oeste, "invadiendo" el Imperio romano, divididos en pequeños grupos, en total llegarían a unas doscientas mil.
Las provincias occidentales del Imperio sufrieron una primera oleada de invasiones simultáneamente a la crisis socioeconómica que se manifestaba en las rebeliones campesinas (bagaudas). En Oriente fueron los godos quienes inicialmente protagonizaron la principal amenaza. Divididos en grupos de godos orientales (ostrogodos) y de godos occidentales (visigodos), se introdujeron al sur del Danubio en los Balcanes y obtuvieron todo tipo de concesiones de las autoridades imperiales: en el año 376 se les concede su entrada pactada, pero al sentirse defraudados en sus expectativas, se dedicaron al saqueo, consiguiendo incluso vencer al ejército imperial de Valente en la batalla de Adrianópolis (378). Esto puso a los godos en una posición extraordinariamente ventajosa, que obligó al nuevo emperador, Teodosio, a concederles un foedus para su asentamiento en la Tracia (382). Su prolongada presencia dentro de las fronteras les permitió asimilar rasgos de la civilización romana, como la religión, adoptando el arrianismo (una de las versiones del cristianismo que, posteriormente, en el Concilio de Constantinopla de 381, fue condenada como herética). El proceso de aculturación incluso significó la adquisición de la ciudadanía romana por muchos de los considerados bárbaros, o su acceso a altos cargos de la administración romana y del ejército; pero no la asimilación, ni la disminución de la conflictividad. Todo lo contrario: en el 410 los visigodos de Alarico I saquearon la propia ciudad de Roma, obteniendo un mítico botín.
El invierno particularmente frío del año 406 permitió cruzar el Rin helado a grupos masivos de suevos y vándalos (junto con los alanos, un pueblo no germánico, sino iranio). Los emperadores de la época recurrieron a ficciones jurídicas como otorgarles el permiso de ingreso, bajo las condiciones teóricas de que deberían actuar como colonos y trabajar las tierras, además de ejercer como vigilantes de frontera; pero el hecho fue que la decadencia del poder imperial impedía cualquier tipo de dominio. Los invasores no encontraron obstáculo en su avance hacia las ricas provincias meridionales de Galia e Hispania. Los vándalos incluso cruzaron el estrecho de Gibraltar, tomando las provincias africanas y amenazando las rutas marítimas del Mediterráneo occidental. El imperio tuvo que recurrir a los visigodos, los más romanizados de entre los germanos, para intentar recuperar algún tipo de control sobre las provincias occidentales. Los visigodos, en efecto, se impusieron sobre los invasores, pero únicamente para establecerse a su vez como un reino independiente (reino de Tolosa, 418) justificado en la figura jurídica del foedus.
Una nueva invasión fue protagonizada por Atila, el rey de los hunos (un enigmático pueblo o confederación de pueblos, cuyo desplazamiento secular hacia el oeste estuvo probablemente en el origen del movimiento inicial de los germanos). Tras acosar al Imperio romano de Oriente, que solo le enfrentó mediante una política de apaciguamiento, se dirigió a Occidente, donde una inestable coalición de romanos y germanos le venció en la batalla de los Campos Cataláunicos (451).
Después de la descomposición del imperio de Atila, nuevas oleadas invasoras se establecieron en los territorios que ya solo de nombre podían considerarse provincias romanas: desde mediados del siglo V (batalla de Guoloph, 439, batalla del Monte Badon, 490) anglos, sajones y jutos desembarcaban en la Britania posromana, inicialmente como mercenarios para proteger a los britanos de escotos y pictos y luego como conquistadores; a comienzos del siglo VI los francos tomaron las Galias, venciendo a los visigodos en la batalla de Vouillé (507), cerca de Poitiers, en la que murió el rey Alarico II, desplazando a los visigodos a Hispania, dando origen al Reino Visigodo de Toledo. Por otro lado, en la península itálica la ficción de la pervivencia del Imperio había dejado existir desde 476, cuando los hérulos de Odoacro destituyeron al último emperador romano, Rómulo Augústulo. Su dominio fue breve, pues se vieron acometidos a su vez por sucesivas invasiones instigadas por el emperador de Oriente (Zenón): en 487 y 488 la de los rugios de Feleteo y Federico, que logran rechazar; y finalmente la de los ostrogodos de Teodorico el Grande, que los derrotan en Aquilea, Verona (489) y el río Adda (490), quedando sitiado Odoacro en Rávena hasta su asesinato a manos del propio Teodorico (493).
Tanto visigodos como francos obtuvieron el extraordinario beneficio que suponía la aplicación extensiva del concepto de hospitalitas (la asignación al huésped de la tercera parte del patrimonio del anfitrión), lo que en la práctica significó cederles la tercera parte de las tierras que ocupaban en las Galias. Los hérulos de Odoacro exigieron lo mismo en Italia, y ante la respuesta negativa de las autoridades romanas, optaron por aclamar a su jefe como "rey de Italia".
Durante todo el siglo V, el ejército romano y, en gran medida, la dirección política del Imperio occidental, estuvieron en manos de personalidades de origen germano: Estilicón (de origen vándalo, fue clave durante el imperio de Honorio), Aecio (de oscuro origen —godo o escita— fue el artífice de la coalición anti-Atila), Ricimero (mitad suevo, mitad visigodo, llegó a proclamar tres emperadores —Mayoriano, Libio Severo y Olibrio—), Gundebaldo (burgundio, sobrino de Ricimero, proclamó a su vez otro emperador —Glicerio—), Orestes (depuso a Julio Nepote e impuso como emperador a su propio hijo, Rómulo Augusto) y Odoacro (habitualmente designado como hérulo, pero cuya concreta nacionalidad se ignora —pudo ser también rugio, godo, esciro o incluso huno—, depuso a Rómulo Augusto e hizo devolver las insignias imperiales a Zenón —emperador de oriente—, quedando como único poder de hecho en Italia).

### Los reinos germánicos
Los distintos pueblos germánicos se asentaron en diferentes zonas del antiguo Imperio romano de Occidente, fundando reinos en los que los germanos pretendieron inicialmente segregarse como una élite social separada de la mayoría de la población local. Con el tiempo, los más estables de entre ellos (visigodos y francos) consiguieron la fusión de las dos comunidades en los aspectos religioso, legislativo y social. Fueron reinos germánicos desde el siglo V hasta finales del VIII: el Reino Suevo (409-585), el Reino Visigodo de Tolosa (476-507), el Reino Visigodo de Toledo (507-711), el Reino Franco (481-843) y el Reino Ostrogodo (493-553).
La diferencia cultural y de grado de civilización entre los pueblos germánicos y el Imperio romano era muy notable, y su contacto produjo la asimilación por los germanos de muchas de las costumbres e instituciones romanas, como el Derecho Romano, que siguió aplicándose como fundamento del derecho visigodo en el Liber Iudiciorum, también llamado Lex Visigothorum o Código de Recesvinto, mientras que se conservaron otras leyes y costumbres propias de sus antiguas tradiciones e instituciones, formando así la cultura que se desarrolló en la Europa medieval y que es la base de la actual civilización occidental.

## Cultura, arquitectura, orfebrería, sociedad y religión

### Lengua y literatura
Sin duda el rasgo más definitorio de los germanos es el lenguaje, ya que el concepto es ante todo etnolingüístico. No obstante, aunque las lenguas germanas antiguas eran cercanas entre sí, los germanos no hablaban la misma variante, sino variedades diferentes derivadas del protogermánico.
Aunque aparentemente compartían una lengua ancestral común, al momento de su avance sobre el interior europeo ya tenían varios dialectos: el protonórdico, los dialectos germanos occidentales y los dialectos germanos orientales.
No tenían alfabeto (el rúnico de los escandinavos se usaba solo para fines religiosos), por lo que no hay registros escritos de su historia hasta su encuentro con los romanos.
La traducción parcial de la Biblia del obispo Ulfilas (el Codex Argenteus —un evangeliario—) es el primer texto escrito en una lengua germánica (el gótico). Para su escritura creó los caracteres de un "alfabeto ulfilano", precedente del posterior "alfabeto gótico".

### Arquitectura de los pueblos germánicos
La arquitectura germánica hasta finales del siglo VIII destaca en dos pueblos que sobresalen culturalmente sobre los demás al estar más romanizados, ostrogodos en la península itálica y visigodos en Hispania. Sus construcciones tienen una fuerte influencia del antiguo Imperio romano.

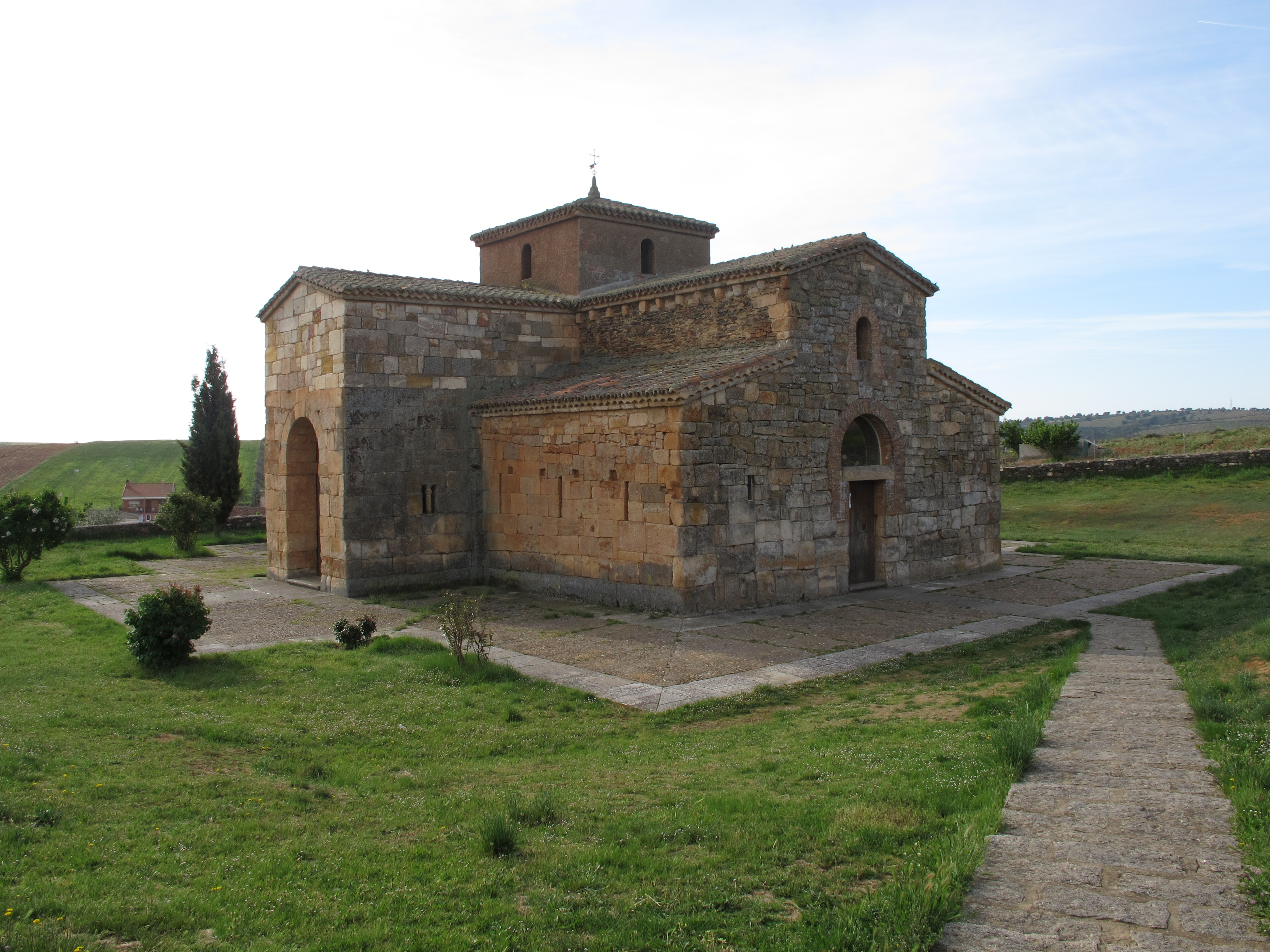
Iglesia visigoda de San Pedro de la Nave en El Campillo (Zamora).

#### Ostrogodos
El Mausoleo de Teodorico el Grande es un antiguo monumento de Ravena (Italia). Fue construido en el 520 d. C.
El Palacio de Teodorico el Grande, también en Ravena, fue construido con dos plantas, es de estilo romano y de él solo se conserva la primera crujía y la fachada. Tiene una composición simétrica basada en arcos y columnas monolíticas de mármol, que fueron reutilizadas de edificios romanos anteriores. Los capiteles son de distintos tipos y tamaños para adaptarse a las diferentes alturas de los fustes. Los ostrogodos restauraron edificios romanos, y algunos han llegado hasta el presente gracias a ellos.

#### Visigodos
Los visigodos dejaron construcciones religiosas que sobrevivieron a la conquista musulmana de la península ibérica por estar alejadas de los núcleos urbanos, y era frecuente reutilizar los sillares para construir murallas, castillos, etcétera, desmontando los edificios visigodos existentes hasta el año 711. Es característico de la arquitectura visigoda el arco de herradura, que más tarde sería adoptado por los musulmanes. Se pueden citar iglesias como: San Pedro de la Nave, en la localidad de El Campillo (Zamora), del siglo VII, la iglesia de Santa María de Melque, en San Martín de Montalbán (Toledo), la iglesia de San Juan, en Baños de Cerrato (Palencia), o la cripta de San Antolín, en la catedral de Palencia. Todos tienen como característica común la utilización del arco de herradura, después asimilado por los constructores musulmanes. En la arquitectura visigoda civil es destacable la que fue la ciudad de Recópolis (actualmente en Zorita de los Canes, Guadalajara). El conjunto está considerado «uno de los yacimientos más trascendentes de la Edad Media al ser la única ciudad de nueva planta construida por iniciativa estatal en los inicios de la Alta Edad Media en Europa», según Lauro Olmo Enciso, catedrático de arqueología de la Universidad de Alcalá.Allí se han identificado los restos de un complejo palatino, de una basílica visigoda, viviendas y talleres de artesanía.

### Orfebrería germánica

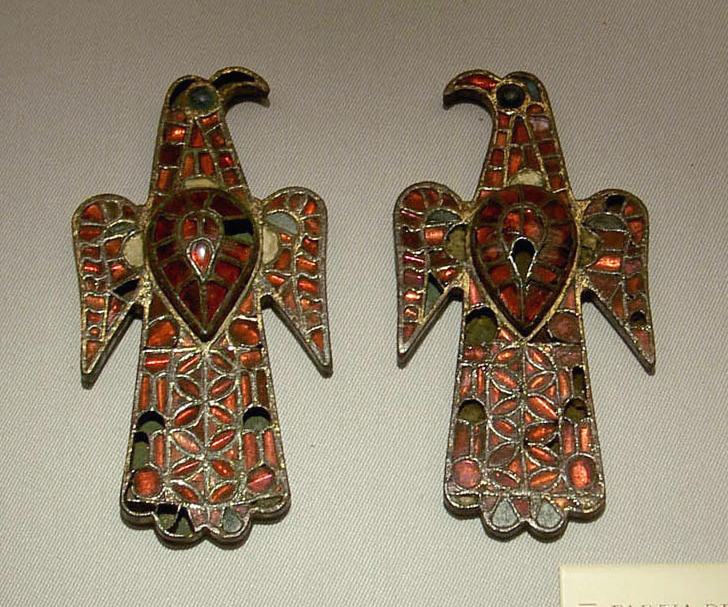
Fíbulas aquiliformes de Alovera. Museo Arqueológico Nacional (Madrid).

Las fíbulas aquiliformes (en forma de águila) eran utilizadas como broches o imperdibles, de oro, bronce y vidrio, para unir la vestimenta, solas o por pares, destacando las encontradas en Alovera (Guadalajara), de la época visigoda. También se han encontrado fíbulas ostrogodas en Italia.

También se han hallado coronas y cruces votivas de los reyes visigodos de Hispania, encontradas en el XIX en el denominado Tesoro de Guarrazar, situado en la localidad de Guadamur, muy cerca de Toledo. Actualmente las piezas están repartidas entre el Museo Cluny de París, la Armería del Palacio Real y el Museo Arqueológico Nacional, ambos en Madrid. Son coronas y cruces votivas que varios reyes de Toledo ofrecieron en su día como exvoto, es decir como ofrenda del rey terrenal al Rey Celestial, y eran destinadas a colgar sobre el altar de los templos. La corona del rey Recesvinto llama la atención por su trabajo de orfebrería y su belleza, con letras colgantes que forman una frase en latín: RECCESVINTHVS REX OFFERET ("El rey Recesvinto la ofreció"). Estas piezas representan la más alta muestra de orfebrería visigoda, así como una de las más importantes muestras del arte visigodo en Hispania.

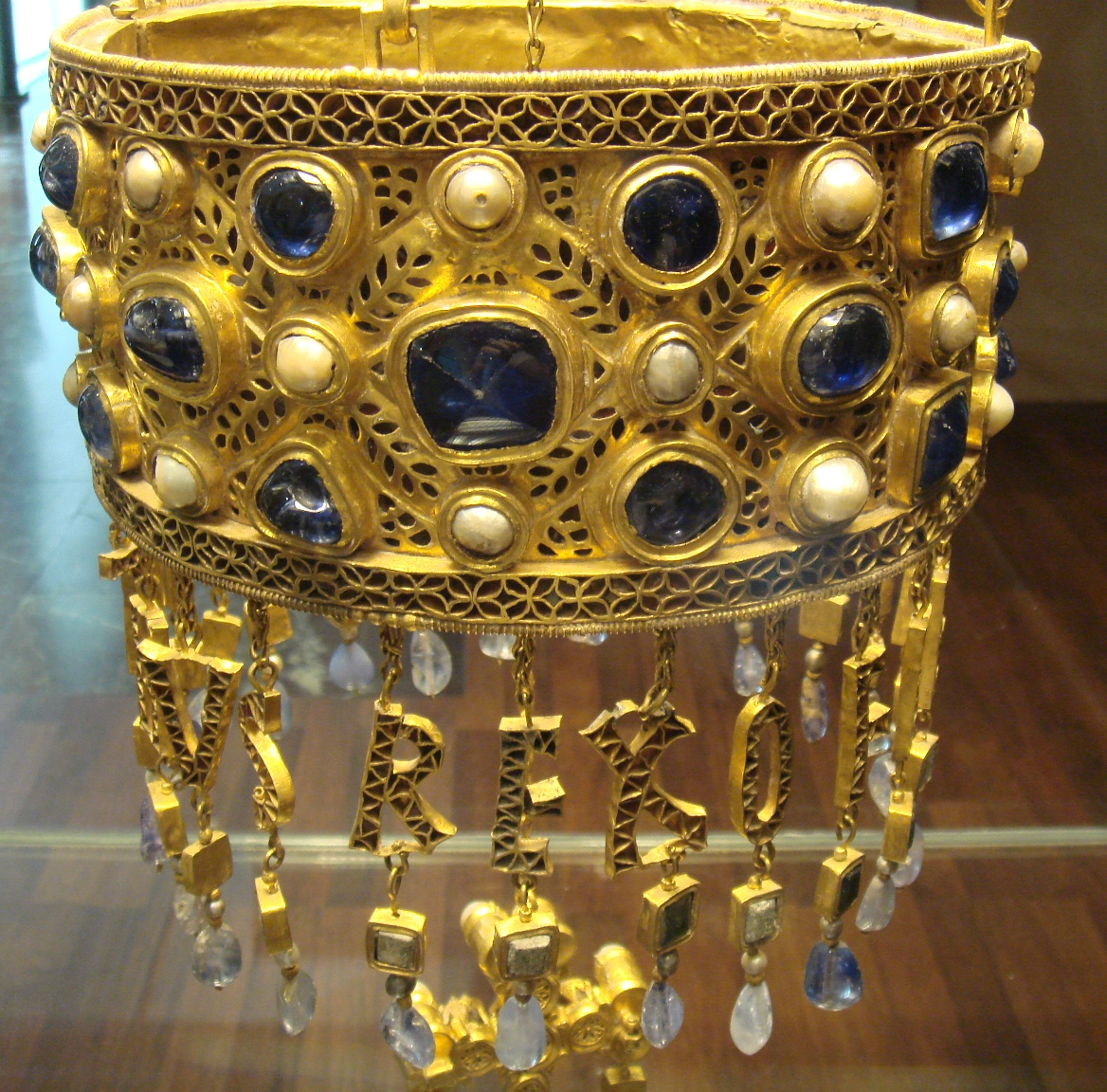
Corona votiva del Rey Recesvinto, Museo Arqueológico Nacional (Madrid)

Otros objetos hallados incluyen placas y hebillas de cinturón, encontradas en España, símbolo de rango y distinción de las mujeres visigodas, con decoración en pasta vítrea con incrustaciones de piedras preciosas. Algunas piezas contienen excepcionales incrustaciones de lapislázuli de estilo bizantino, así como vidrio u otros materiales. En las necrópolis visigodas también se encontraron pulseras de diferentes metales, collares de perlas y pendientes con incrustaciones de vidrio de color.

### Religión
La mitología nórdica era en lo esencial compartida por la totalidad de los pueblos germánicos, lo que permitió incluso su recreación historicista durante el romanticismo. La estructura en tríada y otros rasgos comunes a las religiones de otros pueblos antiguos permitieron a los estudiosos de la historia de las religiones (especialmente Georges Dumezil) emparentar las religiones germánicas primitivas con otras religiones indoeuropeas.
El ritual funerario más extendido era la cremación, sustituida por la inhumación a medida que se produjo la cristianización.

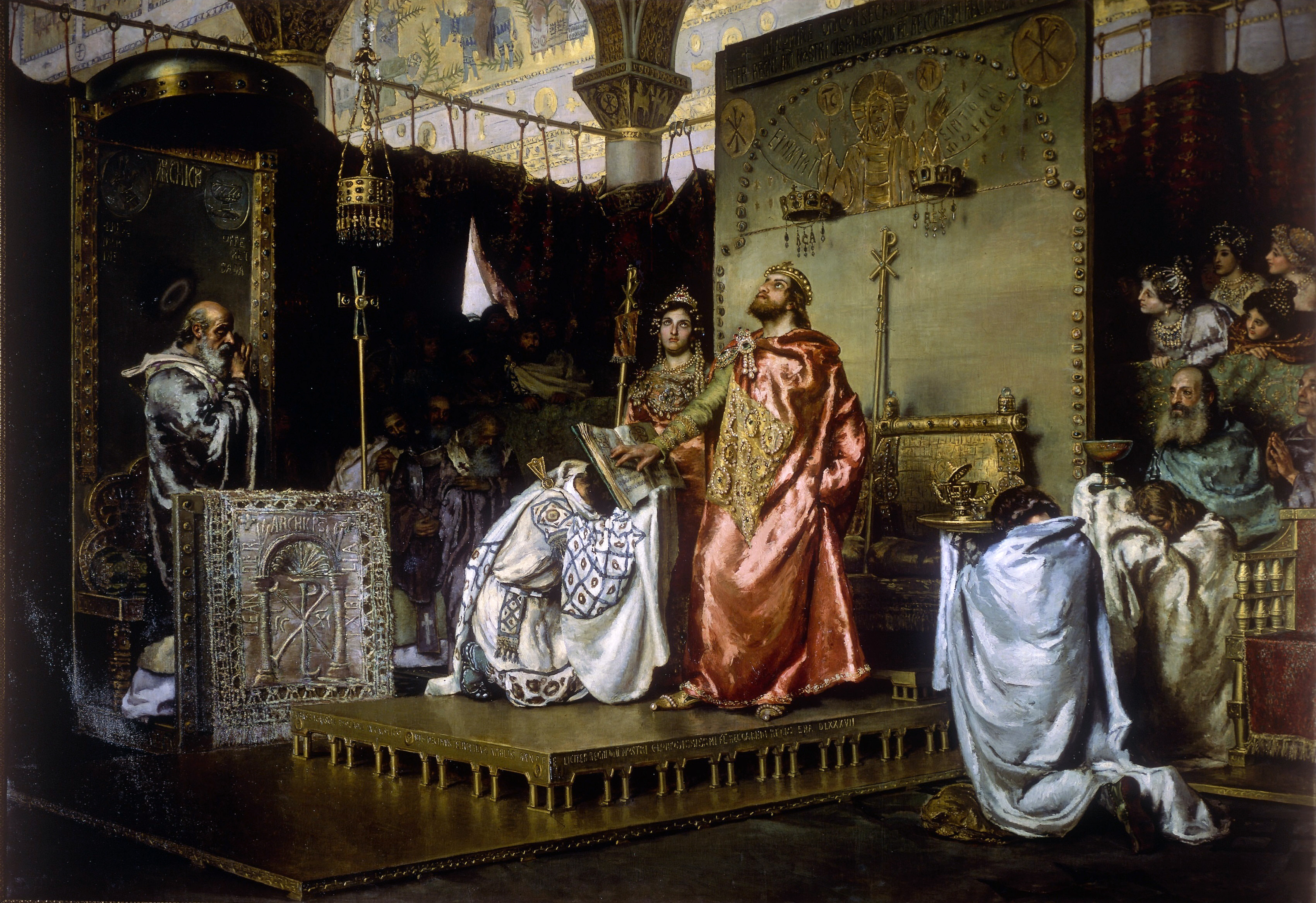
Conversión de Recaredo, por Muñoz Degrain. Palacio del Senado, Madrid.

El contacto con el Imperio romano, cristianizado a partir del siglo IV (Edicto de Milán, 313, Edicto de Tesalónica, 380), produjo la cristianización de los godos y otros pueblos germánicos; principalmente a partir del arrianismo, diferenciado del catolicismo y considerado como herejía en ese mismo periodo (entre el Primer Concilio de Nicea, 325, y el Primer Concilio de Constantinopla, 381). Esa diferenciación tuvo el efecto de intensificar la separación social entre los germanos y la población de las partes del Imperio que ocupaban (hispano-romanos, galo-romanos, etcétera), dificultándose incluso los matrimonios mixtos. La conversión al catolicismo se produjo inicialmente en el reino de los francos (Clodoveo I, entre 496 y 506), el de los suevos (Carriarico, 560) y el de los visigodos (Recaredo, 587).
Los reinos anglosajones de Gran Bretaña fueron cristianizados a partir de la evangelización de monjes irlandeses (San Columba, monasterio de Iona, 563) y romanos (Agustín de Canterbury, conversión de Ethelberto de Kent, 597 a 601); éstos luego también pasaron a la Europa continental. La gran popularidad de la leyenda de Santa Úrsula y las once mil vírgenes ilustraba la dificultad de la cristianización de los pueblos germanos de la Europa central, que se fue produciendo paulatinamente (San Bonifacio, monasterio de Fulda, 742). Hacia el siglo XI ya se habían cristianizado incluso los reinos escandinavos; todo ello en el espacio de la cristiandad latina, mientras que los varegos, que formaron los estados rusos, se incorporaron a la cristiandad oriental.

### Organización política y socioeconómica
Además de la lengua, la religión y otros aspectos culturales, existían muchos rasgos sociales y políticos comunes, ampliamente extendidos entre todos los pueblos germánicos.
Tradicionalmente y durante mucho tiempo se les asoció con el concepto de "barbarie", tal como se definió por las ciencias sociales en construcción durante los siglos XVIII y XIX (como un estadio intermedio entre los conceptos de "salvajismo" y "civilización"). También era muy común la utilización del no menos genérico concepto de lo "tribal" para designar su organización política y social.
Los germanos eran pastores y agricultores seminómadas, cuyos asentamientos, de estructura urbanística propia de aldeas, eran poco duraderos. Con anterioridad a la época de las invasiones, se encontraban muy lejos de constituir ningún tipo de estructura política que pudiera denominarse Estado. Todos se regían por formas de jefatura más o menos identificables con una monarquía electiva. El rey o "jefe de la tribu" (king, kuningaz), con funciones eminentemente militares, era elegido coyunturalmente (no de forma vitalicia) por una asamblea de guerreros (thing, althing, witenagemot), que era la realmente soberana a la hora de administrar justicia, pactar la paz o declarar la guerra. El rey no dejaba de ser un primus inter pares, y todos los guerreros se consideraban sus iguales, e iguales entre sí, al menos en teoría. No obstante, la estratificación social por la riqueza hacía evidente la diferenciación de clases con marcadas desigualdades económicas y sociales, que el atesoramiento, el botín de guerra, el incremento del comercio a larga distancia de productos de lujo (esclavos, caballos, vino, madera, ámbar, telas, cerámica, metales, orfebrería, joyas y armas) e incluso el uso de la moneda romana no hacía más que incrementar. El comercio romano-germano ha sido definido como englobando tres sistemas económicos: el espacio económico romano (monetario y de mercado), la zona intermedia (con economía monetaria limitada y un mercado rudimentario), que se extendería unos doscientos kilómetros más allá del limes, y la zona sin mercado o con mercado no monetario, en las regiones más alejadas. De Roma se importaba bronce, vidrio, objetos de prestigio y monedas de oro y plata; mientras que entre las exportaciones germanas había jabón, pieles, carros y textiles.
Ninguno de los pueblos germánicos tuvo antes de las invasiones un código legislativo de derecho escrito, sino costumbres y prácticas de derecho consuetudinario muy similares entre sí y que, además de quedar reflejadas en textos latinos o en la codificación que se realizó en los reinos germánicos del sur de Europa, se mantuvieron durante siglos en los pueblos nórdicos.
La organización política era bastante simple, pero se fue sofisticando a medida que se conformó una nobleza enriquecida, definida por la exclusividad de acceso a los puestos de mando (asamblea de guerreros, mandos militares) y de entre la que se nombraban los reyes. El resto de los hombres libres (véase yeomen), que retenían el derecho a portar armas y formaban parte del ejército, practicaban la agricultura, la ganadería, la caza y otras actividades cotidianas. La presencia de esclavos varió según el contexto histórico. La situación social de los pueblos conquistados era muy diferente, existiendo situaciones de vasallaje o semilibertad.
Las distintas "tribus" o "pueblos" germanos, independientes, ocasionalmente se confederaban para la guerra contra enemigos comunes (fueran germanos o no germanos); y muy a menudo también se producían escisiones entre facciones que guerreaban entre sí.
Algunas tribus, como los francos salios, establecieron relaciones de clientela con los romanos, sirviendo ocasionalmente en sus ejércitos. Estas relaciones sentaron la base del futuro régimen feudal, y los dominios que establecieron fueron el origen de los reinos medievales y los actuales países europeos.

## Germanismo, germanofilia y germanofobia
Los pueblos germánicos se convirtieron en un mito historiográfico y en el soporte de ideologías justificativas de todo tipo, tanto favorables (germanofilia, germanismo, pangermanismo) como desfavorables (germanofobia, antigermanismo).
Como disciplina científica, el germanismo o los estudios germánicos han constituido una parte importante en la controvertida construcción histórica, desde finales del siglo XVIII, de ciencias sociales como la filología (Jacob Grimm —Deutsches Wörterbuch, Deutsche Mythologie—, Rasmus Christian Rask —Undersøgelse om det gamle Nordiske eller Islandske Sprogs Oprindelse—, Henry Sweet y Matthias Lexer) y la antropología (teoría indoeuropea, de interpretación desviada hacia el racismo —nordicismo o mito ario—).
Estudios literarios anteriores son la Historia de gentibus septentrionalibus (Olaus Magnus, 1555) y las primeras ediciones impresas de la Gesta Danorum (obra del siglo XIII de Saxo Grammaticus, publicada en 1514), además de otros poemas medievales alemanes (Melchior Goldast, 1603, que posteriormente estudió el monacato benedictino alemán). Por la misma época (finales del siglo XVI y comienzos del siglo XVII) se emprendieron estudios y publicaciones de los textos del inglés antiguo (Robert Cotton, Cotton Manuscripts, y Peder Hansen Resen, Edda Islandorum, 1665).

## Genética de poblaciones
Desde la genética de poblaciones (disciplina cuya aplicación a las ciencias sociales ha de hacerse con especial cuidado de no caer en explicaciones simplistas de identificar inexistentes "razas humanas", según advierten sus propios científicos) se ha sugerido que las migraciones de los pueblos germánicos pueden detectarse en la distribución actual del linaje masculino representado por el haplogrupo del cromosoma Y denominado I1, que descendería de un ancestro común más reciente localizable probablemente en el territorio de la actual Dinamarca hace de cuatro mil a seis mil años.